# Päivi Maria Luostarinen

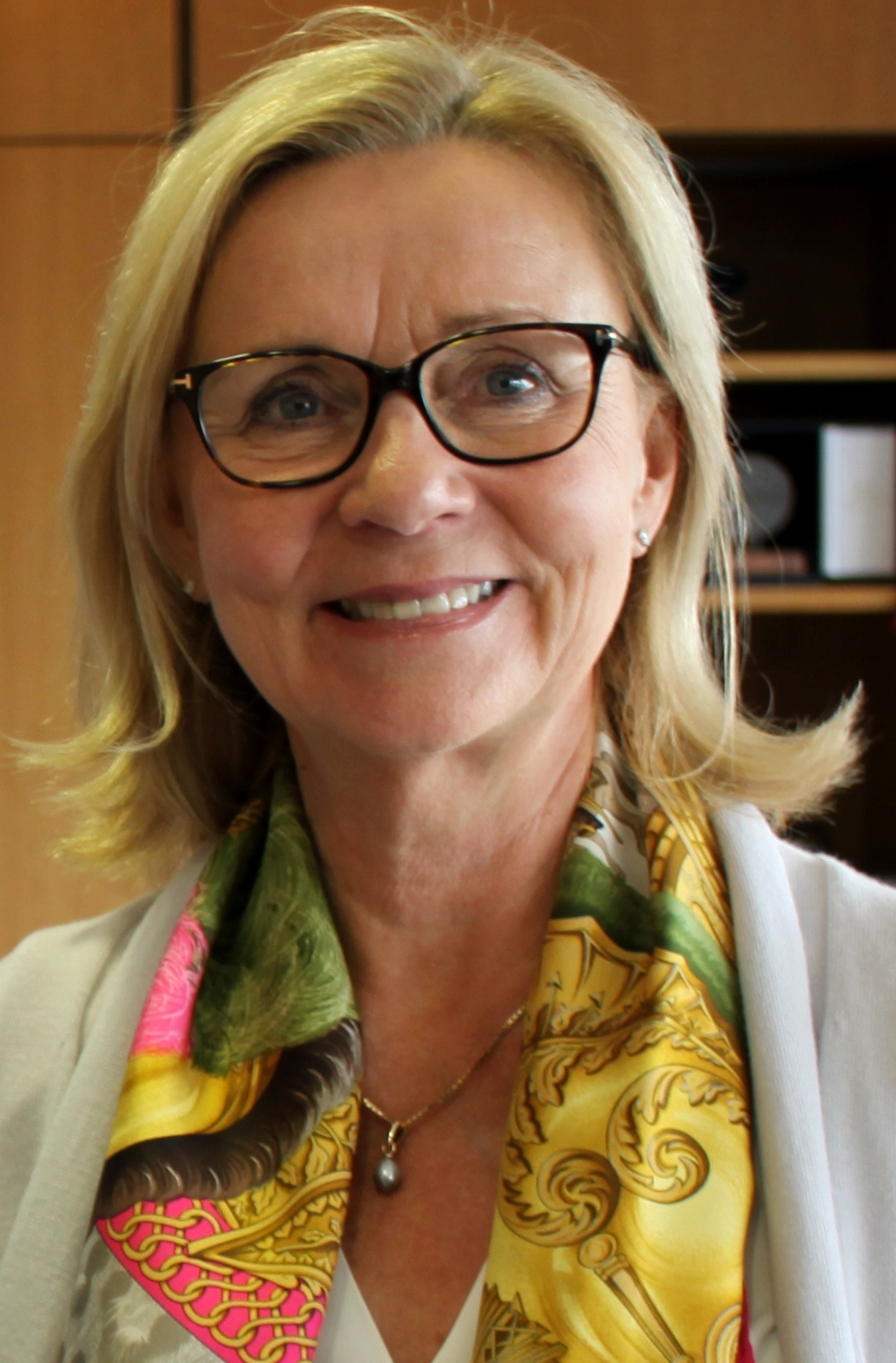
Päivi Maria Luostarinen (2018)

Päivi Maria Luostarinen  (*  13. Januar 1955 in Jalasjärvi) ist eine finnische Diplomatin. Von 2011 bis 2015 war sie  Botschafterin der Republik Finnland in Deutschland.

## Leben
Päivi Maria Luostarinen studierte Rechtswissenschaft an der Universität Helsinki und übte von 1980 bis 1981 den Beruf der Rechtsanwältin aus. Nach ihrem Eintritt in den auswärtigen Dienst 1981 wurde sie am UN-Hauptquartier beschäftigt. Von 1989 bis 1992 war sie Botschaftssekretärin bei der Verhandlungsdelegation für den Europäischen
Wirtschaftsraum in der Handelspolitischen Abteilung im Außenministerium.